# Бриги (остановочный пункт)
Бри́ги (латыш. Briģi) — железнодорожный остановочный пункт в Залесской волости, Зилупского края Латвии, на линии Резекне II — Зилупе. Открыт в 1934 году. В 1960 — 1980 гг. поезда в Бриги не останавливались. Остановочный пункт открыт вновь в 1994 году.